# Csebisev-polinomok
A matematikában a Csebisev-polinomok olyan ortogonális polinomsorozatok, melyek kapcsolatban állnak a De Moivre képlettel, és amelyeket rekurzív módon lehet definiálni. Nevüket Pafnutyij Lvovics Csebisev orosz matematikus után kapták. Általában különbséget tesznek elsőfajú Csebisev-polinomok (jelölés Tn), illetve másodfajú Csebisev-polinomok között (jelölés Un).
A Tn, és az Un Csebisev-polinomok n-ed fokúak, és bármelyik fajta Csebisev-polinomok sorozata polinomsorozatot alkot.
A Tn Csebisev-polinomok a lehető legnagyobb vezető együtthatóval rendelkeznek, figyelembe véve azt a tényt, hogy abszolút értékük a [-1,1] intervallumon kötve van az 1 által.
A Csebisev-polinomok fontos szerepet játszanak a közelítő módszerek elméletében, mivel az elsőfajú Csebisev-polinomok gyökeit, melyeket Csebisev-csomópontoknak is hívnak, csomópontokként használják a polinomiális interpolációnál. Az így kapott interpolációs polinom minimalizálja a Runge-hatásból származó problémát.
A differenciálegyenletek területén a Csebisev-differenciálegyenletek megoldásaként találunk rájuk:
{\displaystyle \left(1-x^{2}\right)y''-xy'+n^{2}y=0}
és
{\displaystyle \left(1-x^{2}\right)y''-3xy'+n(n+2)y=0}
Az első egyenletből kapjuk Tn-t, míg a másodikból Un-t. Ezek az egyenletek a Sturm-Liouville differenciálegyenletek speciális esetei.

## Definíciók

Az első öt T típusú Csebisev-polinom ábrázolása

Az első öt U típusú Csebisev-polinom ábrázolása

Az elsőfajú Csebisev-polinomokat a következő rekurenciás összefüggés definiálja:
{\displaystyle {\begin{aligned}T_{0}(x)&=1\\T_{1}(x)&=x\\T_{n+1}(x)&=2xT_{n}(x)-T_{n-1}(x).\end{aligned}}}
A megszokott generátorfüggvény Tn-re:
{\displaystyle \sum _{n=0}^{\infty }T_{n}(x)t^{n}={\frac {1-tx}{1-2tx+t^{2}}};}
Az exponenciális generátorfüggvény:
{\displaystyle \sum _{n=0}^{\infty }T_{n}(x){\frac {t^{n}}{n!}}={\tfrac {1}{2}}\left(e^{\left(x-{\sqrt {x^{2}-1}}\right)t}+e^{\left(x+{\sqrt {x^{2}-1}}\right)t}\right)=e^{tx}\cosh \left(t{\sqrt {x^{2}-1}}\right).}
A kétdimenziós potenciálelmélet területén releváns generátorfüggvény:
{\displaystyle \sum \limits _{n=1}^{\infty }T_{n}(x){\frac {t^{n}}{n}}=\ln {\frac {1}{\sqrt {1-2tx+t^{2}}}}.}
A másodfajú Csebisev-polinomokat a következő rekurenciás összefüggés definiálja:
{\displaystyle {\begin{aligned}U_{0}(x)&=1\\U_{1}(x)&=2x\\U_{n+1}(x)&=2xU_{n}(x)-U_{n-1}(x).\end{aligned}}}
A megszokott generátorfüggvény Un-re:
{\displaystyle \sum _{n=0}^{\infty }U_{n}(x)t^{n}={\frac {1}{1-2tx+t^{2}}};}
Az exponenciális generátorfüggvény:
{\displaystyle \sum _{n=0}^{\infty }U_{n}(x){\frac {t^{n}}{n!}}=e^{tx}\left(\cosh \left(t{\sqrt {x^{2}-1}}\right)+{\frac {x}{\sqrt {x^{2}-1}}}\sinh \left(t{\sqrt {x^{2}-1}}\right)\right).}

## Kapcsolatok az első- illetve másodfajú Csebisev-polinomok között
Az első- illetve másodfajú Csebisev-polinomok megfelelnek a Lucas sorozat egy kiegészítő párjának Ṽn(P,Q) és Ũn(P,Q), P = 2x és Q = 1 paraméterekkel:
{\displaystyle {\begin{aligned}{\tilde {U}}_{n}(2x,1)&=U_{n-1}(x),\\{\tilde {V}}_{n}(2x,1)&=2\cdot T_{n}(x).\end{aligned}}}
Két kölcsönös rekurenciás összefüggést is kielégítenek:
{\displaystyle {\begin{aligned}T_{n+1}(x)&=xT_{n}(x)-(1-x^{2})U_{n-1}(x),\\U_{n}(x)&=xU_{n-1}(x)+T_{n}(x).\end{aligned}}}
Az első- illetve másodfajú Csebisevpolinomokat a következő összefüggések is összekapcsolják:
{\displaystyle {\begin{aligned}T_{n}(x)&={\tfrac {1}{2}}{\big (}U_{n}(x)-U_{n-2}(x){\big )}.&&\\T_{n}(x)&=U_{n}(x)-x\,U_{n-1}(x).&&\\U_{n}(x)&=2\sum _{{\text{odd }}j}^{n}T_{j}(x)&&{\text{páratlan }}n.\\U_{n}(x)&=2\sum _{{\text{even }}j}^{n}T_{j}(x)-1&&{\text{páros }}n.\end{aligned}}}

## Explicit kifejezések
A Csebisev-polinomok meghatározásának különböző megközelítései különböző explicit kifejezésekhez vezetnek, mint például:
{\displaystyle {\begin{aligned}T_{n}(x)&={\begin{cases}\cos(n\arccos x)&|x|\leq 1\\\\{\frac {1}{2}}{\bigg (}{\Big (}x-{\sqrt {x^{2}-1}}{\Big )}^{n}+{\Big (}x+{\sqrt {x^{2}-1}}{\Big )}^{n}{\bigg )}\qquad &|x|\geq 1\\\end{cases}}\\\\\\&={\begin{cases}\cos(n\arccos x)&-1\leq x\leq 1\\\\\cosh(n\operatorname {arcosh} x)&1\leq x\\(-1)^{n}\cosh {\big (}n\operatorname {arcosh} (-x){\big )}\qquad &x\leq -1\\\end{cases}}\\\\\\T_{n}(x)&=\sum _{k=0}^{\left\lfloor {\frac {n}{2}}\right\rfloor }{\binom {n}{2k}}\left(x^{2}-1\right)^{k}x^{n-2k}\\&=x^{n}\sum _{k=0}^{\left\lfloor {\frac {n}{2}}\right\rfloor }{\binom {n}{2k}}\left(1-x^{-2}\right)^{k}\\&={\tfrac {n}{2}}\sum _{k=0}^{\left\lfloor {\frac {n}{2}}\right\rfloor }(-1)^{k}{\frac {(n-k-1)!}{k!(n-2k)!}}~(2x)^{n-2k}\qquad n>0\\&=n\sum _{k=0}^{n}(-2)^{k}{\frac {(n+k-1)!}{(n-k)!(2k)!}}(1-x)^{k}\qquad n>0\\&={}_{2}F_{1}\left(-n,n;{\tfrac {1}{2}};{\tfrac {1}{2}}(1-x)\right)\\\end{aligned}}}
{\displaystyle x^{n}=2^{1-n}\mathop {{\sum }'} _{j=0,n-j{\text{ páros}}}^{n}{\binom {n}{\tfrac {n-j}{2}}}T_{j}(x),}
ahol a szummajel alapja azt jelzi, hogy a j = 0 hozzájárulását felezni kell, ha megjelenik.
{\displaystyle {\begin{aligned}U_{n}(x)&={\frac {\left(x+{\sqrt {x^{2}-1}}\right)^{n+1}-\left(x-{\sqrt {x^{2}-1}}\right)^{n+1}}{2{\sqrt {x^{2}-1}}}}\\&=\sum _{k=0}^{\left\lfloor {\frac {n}{2}}\right\rfloor }{\binom {n+1}{2k+1}}\left(x^{2}-1\right)^{k}x^{n-2k}\\&=x^{n}\sum _{k=0}^{\left\lfloor {\frac {n}{2}}\right\rfloor }{\binom {n+1}{2k+1}}\left(1-x^{-2}\right)^{k}\\&=\sum _{k=0}^{\left\lfloor {\frac {n}{2}}\right\rfloor }{\binom {2k-(n+1)}{k}}~(2x)^{n-2k}&&n>0\\&=\sum _{k=0}^{\left\lfloor {\frac {n}{2}}\right\rfloor }(-1)^{k}{\binom {n-k}{k}}~(2x)^{n-2k}&&n>0\\&=\sum _{k=0}^{n}(-2)^{k}{\frac {(n+k+1)!}{(n-k)!(2k+1)!}}(1-x)^{k}&&n>0\\&=(n+1)\ {}_{2}F_{1}\left(-n,n+2;{\tfrac {3}{2}};{\tfrac {1}{2}}(1-x)\right)\\\end{aligned}}}
ahol 2F1 hipergeometrikus függvény.

## Példák

### Elsőfajú

Az első néhány elsőfajú Csebisev-polinom a −1 < x < 1 intervallumon: T_{0}, T_{1}, T_{2}, T_{3}, T_{4} és T_{5}.

Az első néhány elsőfajú Csebisev-polinom  A028297
{\displaystyle {\begin{aligned}T_{0}(x)&=1\\T_{1}(x)&=x\\T_{2}(x)&=2x^{2}-1\\T_{3}(x)&=4x^{3}-3x\\T_{4}(x)&=8x^{4}-8x^{2}+1\\T_{5}(x)&=16x^{5}-20x^{3}+5x\\T_{6}(x)&=32x^{6}-48x^{4}+18x^{2}-1\\T_{7}(x)&=64x^{7}-112x^{5}+56x^{3}-7x\\T_{8}(x)&=128x^{8}-256x^{6}+160x^{4}-32x^{2}+1\\T_{9}(x)&=256x^{9}-576x^{7}+432x^{5}-120x^{3}+9x\\T_{10}(x)&=512x^{10}-1280x^{8}+1120x^{6}-400x^{4}+50x^{2}-1\\T_{11}(x)&=1024x^{11}-2816x^{9}+2816x^{7}-1232x^{5}+220x^{3}-11x\end{aligned}}}

### Másodfajú

Az első néhány másodfajú Csebisev-polinom a −1 < x < 1 intervallumon: U_{0}, U_{1}, U_{2}, U_{3}, U_{4} és U_{5}. Bár nem látható a képen, de U_{n}(1) = n + 1 és U_{n}(−1) = (n + 1)(−1)^{n}.

Az első néhány másodfajú Csebisev-polinom  A053117
{\displaystyle {\begin{aligned}U_{0}(x)&=1\\U_{1}(x)&=2x\\U_{2}(x)&=4x^{2}-1\\U_{3}(x)&=8x^{3}-4x\\U_{4}(x)&=16x^{4}-12x^{2}+1\\U_{5}(x)&=32x^{5}-32x^{3}+6x\\U_{6}(x)&=64x^{6}-80x^{4}+24x^{2}-1\\U_{7}(x)&=128x^{7}-192x^{5}+80x^{3}-8x\\U_{8}(x)&=256x^{8}-448x^{6}+240x^{4}-40x^{2}+1\\U_{9}(x)&=512x^{9}-1024x^{7}+672x^{5}-160x^{3}+10x\end{aligned}}}